# Kopf einer weiblichen Sphinx (Brooklyn 56.85)
Der Kopf einer weiblichen Sphinx, der sich heute im Brooklyn Museum (Inventarnummer 56.85) befindet, gehört zu den bedeutendsten Kunstwerken des Alten Ägypten. Sein originaler Fundort ist unbekannt, doch wird vermutet, dass er schon im Altertum nach Rom kam und eventuell in Kaiser Hadrians Villa Adriana aufgestellt war.
Er ist 38,9 cm hoch, 34,9 cm breit und 36,7 cm tief, aus grünem, glatt poliertem Schiefer gearbeitet und war einst Teil einer liegenden Sphinx, worauf der leicht nach vorne geneigte Hals, der waagerechte Ansatz eines Schulterrestes sowie die Haarmasse unter dem Hinterkopf hindeuten. Das eigentliche Gesicht misst in der Höhe 21 cm und stellt eine junge Frau dar. Diese trägt eine in der Mitte gescheitelte, hinter den relativ großen Ohren zu beiden Seiten des Kopfes lang herabhängende, Perücke. Unter dem Scheitel befindet sich ein Uräus, womit sie als königlich identifiziert werden kann. An der Stirn ist das Echthaar wiedergegeben. Die Augenbrauen sind als Reliefstreifen ausgearbeitet. Die Nase ist heute zerstört. An den Augen, die einst eingelegt waren, am Mund und am Kinn sind Ausbesserungen sichtbar, die vielleicht antik sind und auf die Wertschätzung dieser Arbeit schon in der Antike hindeuten könnten. Stilistisch wird der Kopf unter Amenemhet II. (etwa 1914 bis 1879/76 v. Chr.) datiert. Eine Zuschreibung an eine bestimmte Person verhindern „der fragmentarische Zustand, fehlende Inschriften und Hinweise auf ihren ursprünglichen Aufstellungsort“. Möglicherweise handelt es sich bei der Dargestellten um Ita, eine Tochter Amenemhet II. Darauf könnte eine in Syrien gefundene liegende Sphinx hindeuten, die den Namen der Prinzessin Ita trägt und „deren identische Gesichtszüge und stilistische Details kaum Zweifel an der Identität mit diesem Kopf aufkommen lassen“.
Der Kopf wurde zum ersten Mal von Johann Joachim Winckelmann beschrieben, der ihn damals in der Villa Albani in Rom sah:

„An einem der ältesten weiblichen Köpfe über Lebensgröße, von grünlichem Basalt, in der Villa Albani, welcher hohle Augen hat, sind die Augenbrauen durch einen erhobenen platten Streif, in der Breite des Nagels am kleinen Finger, gezogen, und dieser erstreckt sich bis in die Schläfe, wo derselbe eckig abgeschnitten ist; von dem untern Augenknochen gehet eben so ein Streif bis dahin und endiget sich eben so abgeschnitten. Von dem sanften Profil an griechischen Köpfen hatten die Ägypter keine Kenntnis, sondern es ist der Einbug der Nase, wie in der gemeinen Natur; der Backen-Knochen ist stark angedeutet und erhoben; das Kinn ist allezeit kleinlich, und das Oval des Gesichts ist dadurch unvollkommen.“

Kurz nach dieser Beschreibung kaufte den Kopf der damals in Rom lebende schottische Maler Gavin Hamilton, der ihn bald darauf für £30 an William Petty, 2. Earl of Shelburne weiterverkauft. Im Jahr 1930 erwarb ihn Christie’s von einer sonst nicht weiter bekannten Mrs. Simith Cundy (Lesung des Namens in den Aufzeichnungen von Christie ist nicht sicher). Erst im Jahr 1955 tauchte der Kopf wieder auf. In dieser Zeit befand er sich im Besitz von Peter Cecil Wilson und wurde in dessen Haus von Bernard V. Bothmer begutachtet, der den Kopf 1956 für das Brooklyn Museum erwarb.